# Heultonne

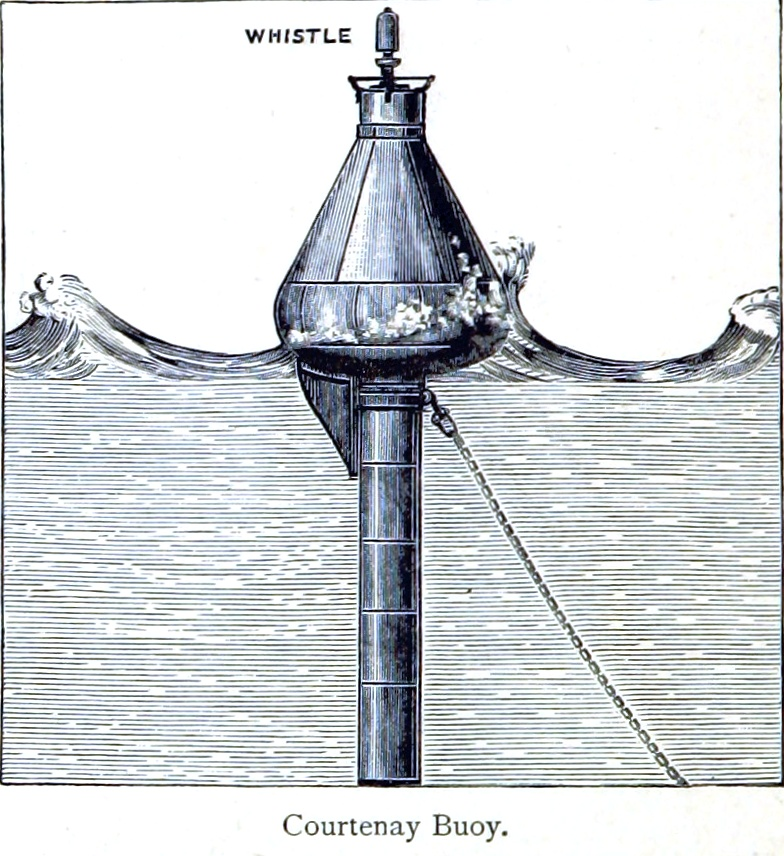
Courtenay-Heultonne

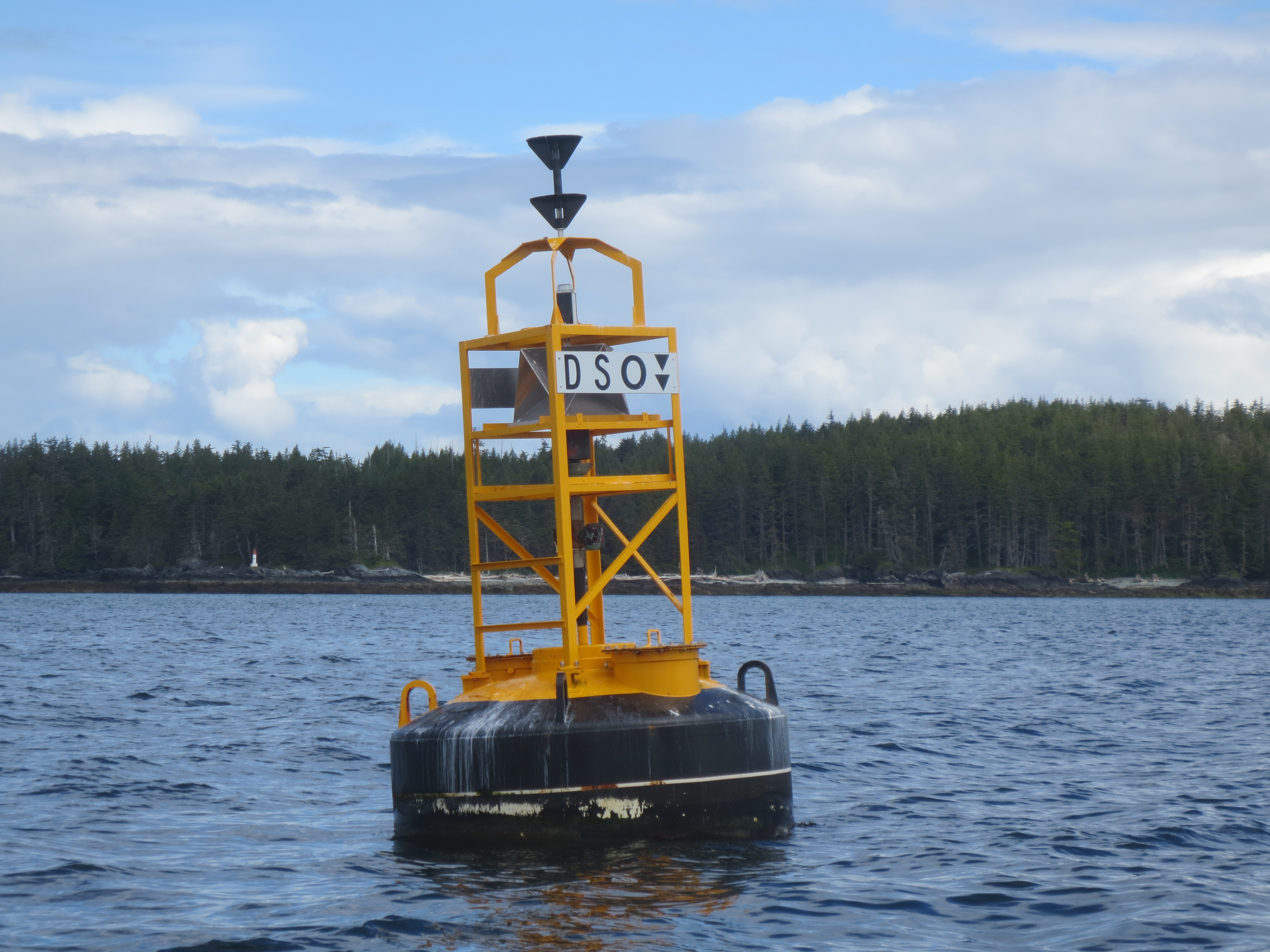
Südkardinale mit Heuler

Eine Heultonne (umgangssprachlich auch Heulboje) ist ein schwimmendes Seezeichen, das der Navigation in der Schifffahrt dient. Sie gibt mittels eines sogenannten „Heulers“ Schallzeichen und kann damit auch bei Dunkelheit oder Nebel geortet werden.
Ähnlich wie bei Glockentonnen wird der Heulton durch den Seegang erzeugt. Dabei wirkt der durch die Tauchbewegung erzeugte Luftdruck auf eine Pfeife.
In einigen US-amerikanischen Heultonnen, engl. whistle buoy, werden die Lautsignale durch eine elektrische Trompete erzeugt.
Heultonnen liegen an wichtigen Stellen im Fahrwasser beispielsweise an Gefahrenstellen wie Untiefen, sie markieren Ansteuerungspunkte usw. Zu finden sind Heultonnen besonders in nebligen Küstengewässern, etwa in der Ostsee, Nordsee oder im Ärmelkanal.
In Seekarten sind Heultonnen mit der Beschriftung Whis oder Whistle markiert.
Erfinder der Heultonne ist der US-Amerikaner Courtenay. Er legte die erste Tonne dieser Art 1876 bei Sandy Hook am New Yorker Hauptfahrwasser aus.